# 吉恩立
吉恩立（NC Taiwan）目前是南韓線上遊戲公司NCsoft的子公司，由NCsoft與臺灣線上遊戲公司遊戲橘子在2003年8月合資成立。成立後即代理NCsoft研發的《天堂II》。2005年，在整體營運穩定後，遊戲橘子將原本高達三分之二的「人力支援」開始陸續調回遊戲橘子。2007年1月NCsoft從遊戲橘子買回部份持股，持股率提高為85%，這時吉恩立正式成為NCsoft的子公司。2009年在台港澳地區發行《永恆紀元》，7月7日於臺灣公測。

舊標誌

## 外部連結
- 官方网站